# STS-60
STS-60 — космический полёт MTKK «Дискавери» по программе «Спейс Шаттл» (60-й полёт программы, 16-й полёт для «Дискавери»). К тому же STS-60 является первым американо-российским космическим полётом и входит в программу «Мир — Шаттл». Основными полезными нагрузками миссии были отделяемый спутник WSF и лабораторный модуль Спейсхэб.
Старт шаттла по программе STS-60 должен был состояться в ноябре 1993 года, но из-за переноса предыдущей миссии «Дискавери» (из-за трёх неудачных попыток старта полёт STS-51 начался 12 сентября вместо 17 июля), полёт STS-60 был перенесён на 1994 год.

## Экипаж
16 июля 1992 года на пресс-конференции в Москве директор НАСА сделал официальное объявление, что в полёте STS-60 примет участие российский космонавт. 29 сентября на заседании Межведомственной комиссии в качестве кандидатов были отобраны космонавты Сергей Константинович Крикалёв и Владимир Георгиевич Титов, и 1 ноября отправлены на подготовку в Хьюстон (в Космический центр имени Линдона Джонсона), к которой приступили уже 5 ноября 1992 года. Основной состав экипажа был объявлен НАСА 29 октября 1992 года. В марте 1993 года, совместным решением НАСА и РКА, Крикалев был назначен в основной экипаж, а Титов объявлен дублёром.
- (НАСА): Чарльз Болден (4)[6] — командир;
- (НАСА): Кеннет Райтлер (2) — пилот;
- (НАСА): Джен Дейвис (2) — специалист по программе полёта-1;
- (НАСА): Роналд Сега (1) — специалист по программе полёта-2;
- (НАСА): Франклин Чанг-Диаз (4) — специалист по программе полёта-3;
- (РКА): Сергей Крикалёв (3) — специалист по программе полёта-4.

## Параметры полёта
- Масса при старте — 94 448 кг;
- Грузоподъёмность (полезная нагрузка) — 10 231 кг;
- Наклонение орбиты — 56,4°;
- Период обращения — 91,5 мин;
- Перигей — 348 км;
- Апогей — 351 км.

## Особенности программы полёта
К основным задачам экспедиции STS-60, помимо нескольких научных экспериментов, относятся эксперименты по международной программе «ОДЕРАКС», направленной на обнаружение малоразмерных космических объектов и калибровке радаров и оптических средств в целях отслеживания космического мусора, запуск спутника WCF и работы с модулем Спейсхэб.

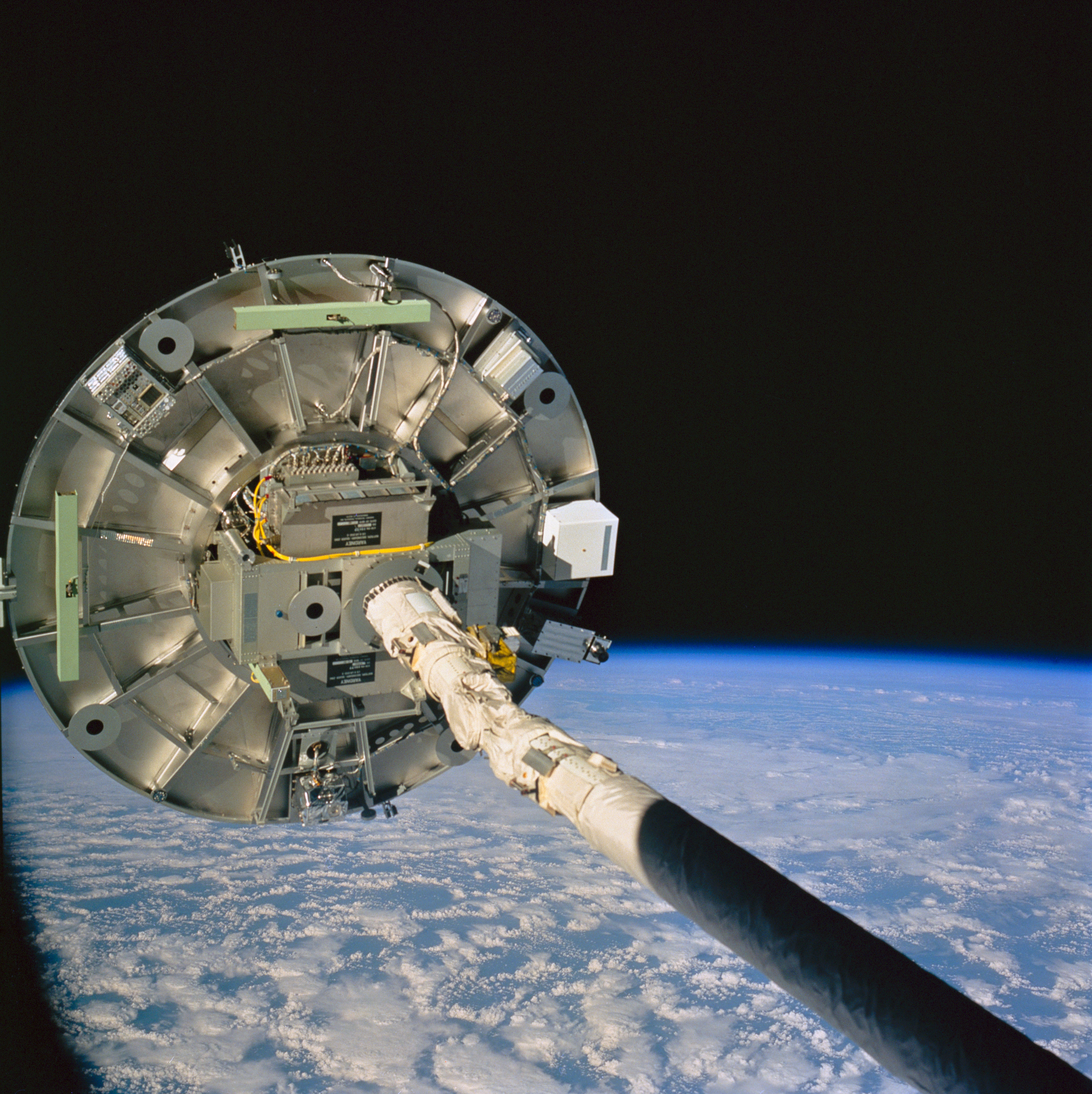
Отделяемый спутник WCF на конце дистанционного манипулятора.

Отделяемый спутник WCF (англ. Wake Shield Facility) предназначен для выращивания тонких плёнок (подложек) из полупроводникового материала методом молекулярно-пучковой эпитаксии в условиях чрезвычайной чистоты окружающей среды и высококачественного (примерно в 10 000 раз выше, чем в земных лабораториях) вакуума. Аппарат являлся прототипом будущих установок по производству материалов для микроэлектроники, и так как на Земле высокий вакуум труднодостижим, эксперимент был направлен на попытку вынести установку в открытый космос (и получить семь образцов тонкоплёночной подложки).
Экспедиция STS-60 являлась вторым полётом, где использовался коммерческий лабораторный модуль Спейсхэб. В лаборатории были размещены 12 экспериментов в области биологических исследований и микрогравитации, подготовленные центрами коммерческих разработок НАСА.

## Эмблема
На эмблеме STS-60 изображён шаттл «Дискавери» в обрамлении стилизованных флагов России и США, символизирующих партнёрство двух стран и их членов экипажа в первом совместном полёте. В отсеке полезной нагрузки виден лабораторный модуль «Спейсхэб», а автономный спутник WSF (на конце дистанционного манипулятора) изображён в центре композиции.